# Phallusia ingeria
Phallusia ingeria är en sjöpungsart som beskrevs av Traustedt 1883. Phallusia ingeria ingår i släktet Phallusia och familjen Ascidiidae. Inga underarter finns listade i Catalogue of Life.